# Brachythecium aureum
Brachythecium aureum là một loài rêu trong họ Brachytheciaceae. Loài này được Spruce De Not. mô tả khoa học đầu tiên năm 1867.